# Тамакульська сільська рада
Тамаку́льська сільська рада (рос. Тамакульский сельский совет) — сільське поселення у складі Далматовського району Курганської області Росії.
Адміністративний центр — село Тамакульське.
Населення сільського поселення становить 293 особи (2017; 436 у 2010, 707 у 2002).

## Склад
До складу сільського поселення входять:
| Населений пункт    | Населення, осіб (2002) | Населення, осіб (2010) |
| ------------------ | ---------------------- | ---------------------- |
| Бабинова, присілок | 9                      | 7                      |
| Падеріно, село     | 119                    | 75                     |
| Тамакульське, село | 579                    | 354                    |